# Expedición Antártica Australasiana

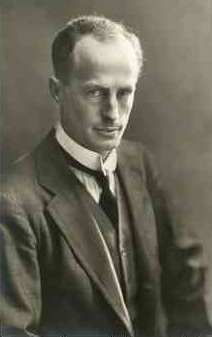
Douglas Mawson, responsable de la expedición.

La Expedición Antártica Australasiana, también conocida como Expedición Aurora o Expedición Mawson, fue una expedición de Australia y de Nueva Zelanda a la Antártida. Fue liderada entre 1911 y 1914 por Douglas Mawson con el objetivo de explorar y cartografiar una parte casi inexplorada de la costa de la Antártida situada al sur de Australia, entre el cabo Adare y el monte Gauss.

## Contexto
Mawson prefirió montar su propia expedición a pesar de la proposición de Robert Falcon Scott, que entonces preparaba la Expedición Terra Nova. Scott había quedado impresionado de su participación en la Expedición Nimrod de Ernest Shackleton, pero Scott no podía incluir los objetivos del australiano en su expedición.
Mawson expuso sus planes durante un viaje a Europa en febrero de 1910.

## Preparativos

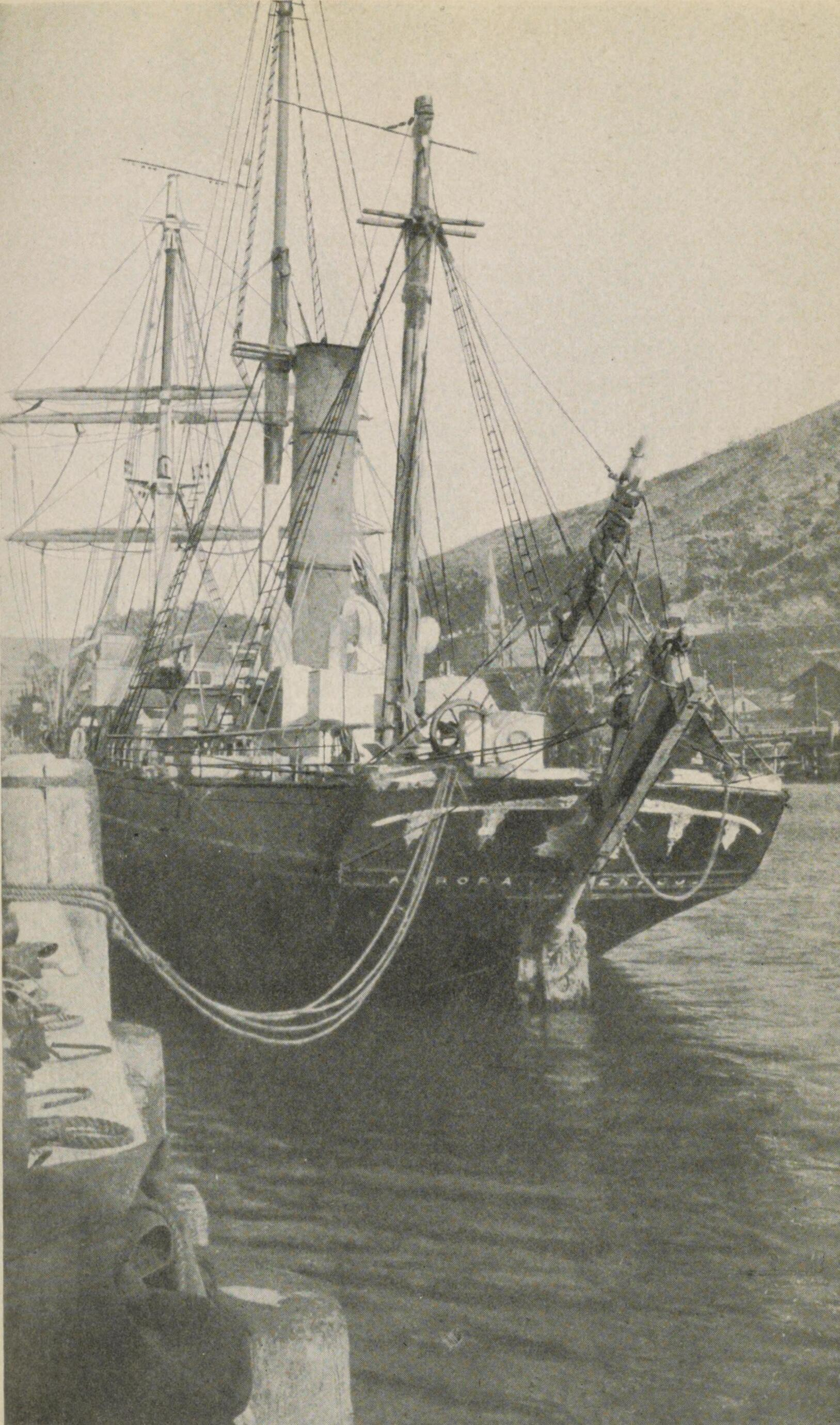
El Aurora.

### Financiación
La Asociación para el Avance de la Ciencia, la Royal Geographical Society y los gobiernos de los países de la Mancomunidad de Naciones aportaron una contribución financiera a la expedición y se organizó una suscripción pública.

### Los hombres y el barco
Los hombres escogidos por Mawson fueron esencialmente seleccionados en las universidades australianas y neozelandesas. Entre los miembros de la expedición se encontraban: el fotógrafo Frank Hurley, el responsable de la Base Occidental -Frank Wild-, el geólogo Charles Hoadley, el capitán del barco Aurora -John King Davis-, el meteorólogo Cecil Madigan, Xavier Mertz y Belgrave Edward Sutton Ninnis. El foquero de 600 toneladas Aurora fue el barco de la expedición.

## La expedición
La expedición partió del puerto de Hobart el 2 de diciembre de 1911. A medio camino se detuvieron en la isla Macquarie, en donde construyeron la pequeña Base Isla Macquarie con un repetidor de radio, al cargo del cual quedaron cuatro hombres entre 1911 y 1913.
El 23 de diciembre el Aurora zarpó de nuevo rumbo al sur con el resto de los expedicionarios. El 7 de enero de 1912 alcanzaron una zona de costa inexplorada de más de 2000 millas, en un punto que Mawson bautizó como bahía de la Commonwealth. El lugar en el que desembarcaron fue llamado cabo Denison, y allí se levantó la base principal de la expedición en la que quedarían 18 hombres. Las edificaciones son conocidas como las Cabañas de Mawson, y estuvieron ocupadas desde el 19 de enero de 1912 al 12 de diciembre de 1913.
Después, el Aurora zarpó de nuevo rumbo al oeste, hasta un punto en la barrera de hielo que posteriormente sería bautizada como barrera de hielo Shackleton, a más de 1500 millas del cabo Denison. Allí fue levantado otro pequeño campamento para ocho hombres -la Base Occidental-, al frente del cual quedó Frank Wild.
El cabo Denison resultó ser un lugar barrido por los vientos, que lo hicieron un emplazamiento muy desafortunado para pasar el invierno. Los días de calma eran muy raros y el viento llegó a alcanzar velocidades de 320 kilómetros por hora.

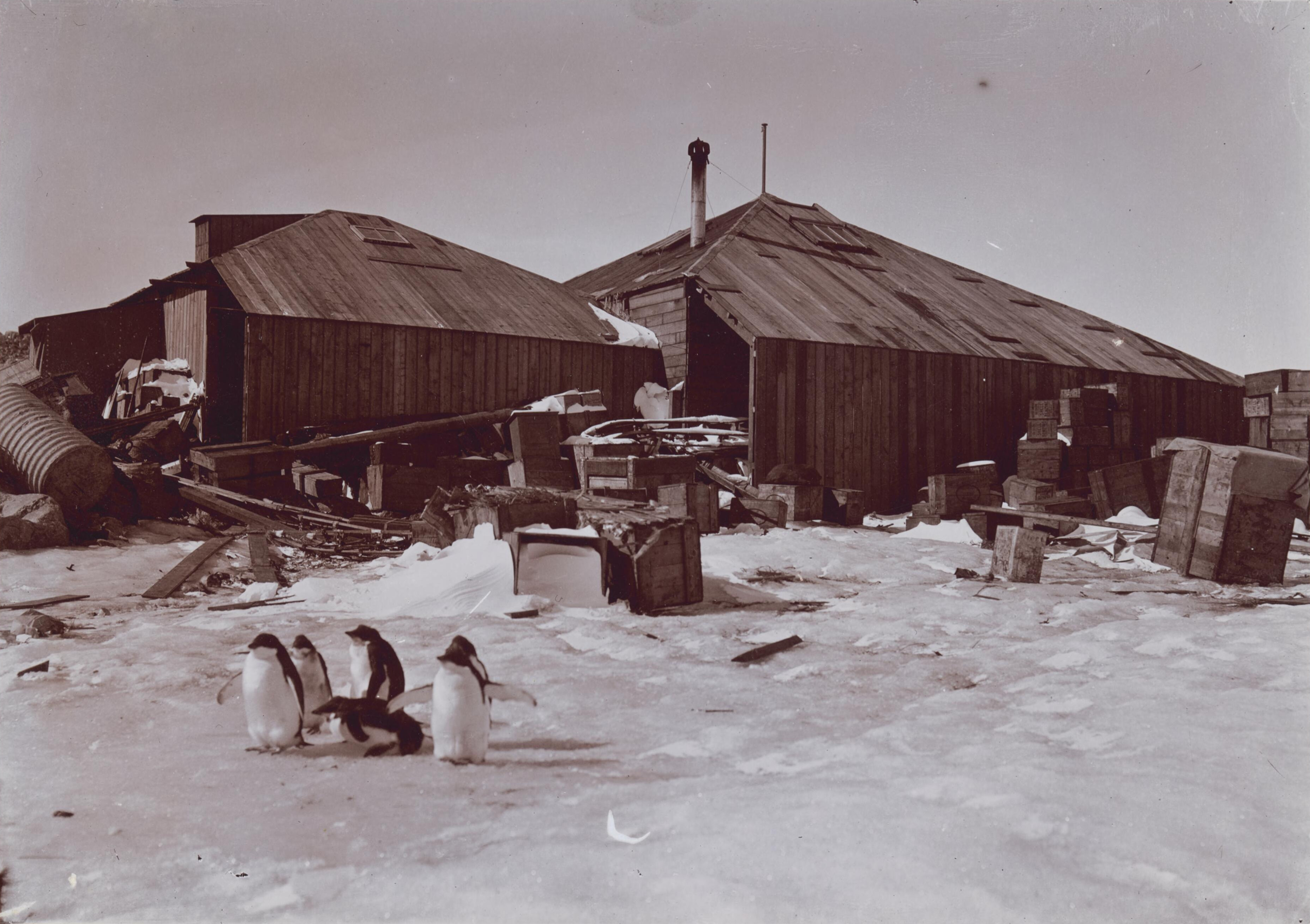
Cabañas en el cabo Denison.

Se trató de levantar una antena de radio para conectar con la estación de la isla Macquarie, pero los trabajos llevaron cinco meses y la instalación tardó solo otro mes y medio en ser destruida por el viento. Sin embargo, antes de que la antena quedara inutilizada se consiguió enviar señales tanto a la isla Macquarie como al Aurora. Durante ese invierno, además, se levantaron varios depósitos de provisiones en torno al campamento, el más importante de los cuales, bautizado como la Cueva de Aladino, estaba situado en un agujero excavado en el hielo.

### El viaje de Mawson
En noviembre el tiempo mejoró y se proyectó que cinco equipos con trineos realizaran distintas tareas exploratorias. Mawson estableció que todos los grupos deberían estar de vuelta como muy tarde el 15 de enero, a fin de poder embarcar en el Aurora. El propio Mawson lideraría la más importante de dichas expediciones, y con él irían el geólogo suizo X. Mertz y el teniente británico B.E.S. Ninnis. Juntos conducirían cuarenta y ocho perros y tres trineos hacia el este. Los tres hombres partieron el 15 de noviembre de 1912 y durante cerca de un mes exploraron la Tierra de Jorge V, a unos quinientos kilómetros del campamento.
El 14 de diciembre, mientras cruzaban una grieta, Ninnis se precipitó al vacío con el trineo que llevaba la mayoría de las provisiones, la tienda de campaña, la ropa de repuesto y una parte fundamental del equipo. Con él se fueron los seis mejores perros. Durante tres horas, Mawson y Mertz gritaron desde el borde de la grieta, de la que no alcanzaban a ver el fondo, esperando localizar a su compañero. Estaban a unos 500 kilómetros de la base y solo contaban con la cubierta de una tienda de campaña sin palos, una cocina con algo de combustible y algunos perros. Para empeorar la situación, no habían dejado depósitos de provisiones en el camino porque tenían pensado regresar por una ruta más fácil.
El primer paso que dieron fue retroceder para recuperar un trineo que habían abandonado días antes en un intento de aligerar peso. Con la cubierta de lona, los esquís y los patines del trineo improvisaron una tienda. Además, el día 15 sacrificaron al primer perro para alimentarse ellos mismos y a los demás perros. Así continuaron durante diez días hasta que el último perro fue sacrificado. El día que lo hicieron, el 25 de diciembre aún estaban a 160 millas de la base.
La ingesta de hígados de perro provocó que Mertz (y en menor medida Mawson también) contrajesen envenenamiento por vitamina A. El estado de Mertz empeoró rápidamente hasta que no pudo caminar y ambos hombres acamparon. En el interior de la tienda, Mawson hizo lo que pudo por su compañero, cuya moral se había derrumbado y se negaba a continuar. El 7 de enero, después de un periodo de delirios, Mertz entró en coma y murió.
Mawson enterró a su compañero y levantó un mojón señalando el lugar. Después reorganizó su equipo y reemprendió en soledad el camino hacia la base. Continuó caminando durante días, con los pies congelados y en un estado de completa debilidad. El 17 de enero cayó en una grieta, pero su trineo frenó la caída. Le costó horas salir de la grieta por sus propios medios.
El día 29, cuando ya no tenía casi comida, llegó a un mojón que una partida de rescate había levantado algunas horas antes. El equipo había dejado comida en el lugar, así como una nota que informaba de que el Aurora estaba esperando y de que la Cueva de Aladino estaba a solo 23 millas.
Sin embargo, llegar hasta ese depósito le costó otros tres días. Entonces empeoró el tiempo, lo que le retuvo en la cueva durante una semana completa antes de permitirle seguir su camino.
Cuando finalmente llegó a lo alto de la colina desde la que podía ver la base, observó que el Aurora se alejaba en el horizonte. Sin embargo, seis hombres habían decidido permanecer en la base para continuar buscando al equipo perdido. Cuando Mawson apareció, los hombres trataron de comunicarse con el Aurora por radio para que volviera, pero el mal tiempo lo impidió, con lo que los siete hombres tuvieron que resignarse a pasar otro duro invierno en el cabo Denison.
El regreso de Mawson a la base, llevando además muestras geológicas, fue, según declararía Edmund Hillary, el más impresionante de los viajes en solitario en la Antártida.
El grupo de siete hombres que quedó en la base estaba bien aprovisionado y llegó a hacer otro viaje con trineos la primavera siguiente. Finalmente el Aurora regresó el 12 de diciembre. Doce días más tarde abandonó el cabo Denison con Mawson y los demás hombres a bordo, y llegó a Australia el 5 de enero de 1914.

### La Base Occidental
El grupo que había quedado en la Base Occidental -o Base Tierra de la Reina Mary (Queen Mary Land Station)- sobre la barrera de hielo Shackleton al mando de Frank Wild tuvo muchas dificultades con los trineos y las condiciones del hielo, lo que no les impidió explorar una amplia zona de costa de 250 millas conocida como Tierra de la Reina Mary, y descubrir un lugar de reproducción de pingüinos como el del cabo Crozier, cerca de la isla Haswell La base estuvo ocupada entre el 21 de febrero de 1912 y el 23 de febrero de 1913.

### Legado
La expedición de Mawson a la Antártida fue una de las más importantes de la edad heroica de la exploración de la Antártida por las observaciones que aportó en materia de magnetismo, geología, biología y meteorología.

## Publicación
Mawson dejó algunos fragmentos de esta expedición en su libro The Home of the Blizzard, the Story of the Australasian Antarctic Expedition, 1911-1914 (1969).